# 토르비에른 펠딘

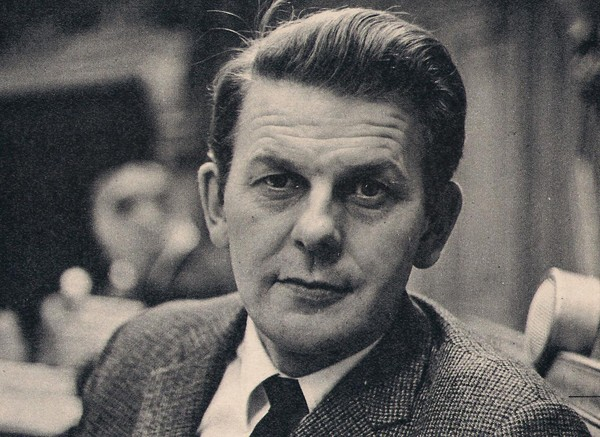
토르비에른 펠딘 (1967년)

닐스 올로프 토르비에른 펠딘(스웨덴어: Nils Olof Thorbjörn Fälldin, 1926년 4월 24일 옹에르만란드 ~ 2016년 7월 23일 옹에르만란드)은 스웨덴의 정치인이다. 소속 정당은 중앙당이다.

## 생애
옹에르만란드 지방에서 농민의 아들로 태어났다. 1958년에 중앙당에 입당했으며 같은 해에 실시된 총선거에서 스웨덴 의회 의원으로 선출되었다. 1971년에는 중앙당 당수로 선출되었다.
1976년 9월 19일에 실시된 총선거를 통해 중앙당, 자유당, 온건당 비(非)사회주의 3개 정당 간의 연립 정권을 수립했다. 1976년 10월 8일에는 스웨덴의 총리로 취임했지만 1978년 10월 18일에는 스웨덴의 원자력 정책을 둘러싼 정당 간의 대립으로 인해 연립 정권이 붕괴되면서 스웨덴의 총리 자리에서 물러나게 된다.
1979년 9월 16일에 실시된 총선거를 통해 중앙당은 원자력 정책을 지지하던 온건당, 자유당과의 타협을 통해 연립 정권을 수립했다. 1979년 10월 12일에는 스웨덴의 총리로 다시 취임했지만 1981년 5월 22일에는 온건당이 스웨덴의 조세 정책을 둘러싼 정당 간의 대립으로 인해 연립 정권에서 이탈하게 된다. 1982년 10월 2일에는 스웨덴의 총리 자리에서 물러났고 1985년에는 중앙당 당수 자리에서 물러나게 된다.